# Ochmacanthus flabelliferus
Ochmacanthus flabelliferus är en fiskart som beskrevs av Eigenmann 1912. Ochmacanthus flabelliferus ingår i släktet Ochmacanthus och familjen Trichomycteridae. Inga underarter finns listade i Catalogue of Life.